# Anhalt-Zerbst
Anhalt-Zerbst var ett tyskt furstendöme beläget i nuvarande Sachsen-Anhalt åren 1252–1396 och 1544–1796.

## Historia
Landet uppstod då furstendömet Anhalt delades mellan Henrik I:s
tre söner, varigenom tre anhaltska linjer uppkom:
Anhalt-Aschersleben, Anhalt-Bernburg och
Anhalt-Zerbst. Första linjen utdog redan 1315, och dess område tillföll den andra, som utslocknade 1468.
Tredje linjen delades 1396 i den albrektska och den sigmundska, av vilka den senare 1468 fick linjen
Bernburgs område, men själv 1473 delades i den ernestinska och den valdemarska.
Länderna hade därigenom på mångfaldigt sätt blivit styckade mellan furstelinjerna, men förenades 1570 av Joakim Ernst av den sigmundska linjen (d. 1586). Hans söner regerade i 17 år gemensamt, men delade 1603
landet i 4 delar; Anhalt-Bernburg, Anhalt-Dessau, Anhalt-Zerbst och Anhalt-Köhten. Anhalt-Zerbst tillföll Rudolf, till vars ätt den ryska kejsarinnan Katarina II hörde.

## Regenter

### Furstar 1252–1396
- Siegfried I av Anhalt, 1252-1298
- Albrekt I av Anhalt, 1298-1316
- Albrekt II av Anhalt, 1316–1362
  - Albrekt III av Anhalt, 1359 (samregent)
- Valdemar II av Anhalt, 1316–1368 (samregent)
- Johan II av Anhalt, 1362–1382
  - Valdemar II av Anhalt 1368–1371 (samregent)
- Valdemar III av Anhalt 1382–1391 (samregent)
- Sigismund I av Anhalt 1382–1396 (samregent)
- Albert IV av Anhalt 1382–1396 (samregent)

### Furstar 1544–1796
- Johan V av Anhalt, 1544–1551
- Karl I av Anhalt, 1551–1561
  - Bernhard VII av Anhalt, 1551–1570 (samregent)
  - Joakim Ernst av Anhalt, 1551–1586 (samregent, senare ensam furste över hela Anhaltl);
- Rudolf av Anhalt-Zerbst, 1603–1621
- Johan VI av Anhalt-Zerbst, 1621–1667
  - August av Anhalt-Plötzkau, regent 1621–1642
- Karl Vilhelm av Anhalt-Zerbst, 1667–1718
  - Sophie Auguste av Schleswig-Holstein-Gottorp, regent 1667–1674
- Johan August av Anhalt-Zerbst, 1718–1742
- Johan Ludvig II av Anhalt-Zerbst, 1742–1746
  - Kristian August av Anhalt-Zerbst, 1742–1747 (samregent)
- Fredrik August av Anhalt-Zerbst, 1747–1793
  - Johanna Elisabet av Holstein-Gottorp, regent 1747–1752
- Sophie Friederike Auguste av Anhalt-Zerbst (Katarina II av Ryssland) 1793–1796 (endast i Jever)
  - Friederike Auguste Sophie av Anhalt-Bernburg, ställföreträdande regent 1793–1796

Uppgick i Anhalt-Dessau 1796.